# Arena (film 1953)
Arena è un film statunitense del 1953 diretto da Richard Fleischer.
È un film western ambientato nel mondo dei rodeo con protagonisti Gig Young, Jean Hagen e Polly Bergen.

## Produzione
Il film, diretto da Richard Fleischer su una sceneggiatura di Harold Jack Bloom con il soggetto di Arthur M. Loew Jr., fu prodotto da Arthur M. Loew Jr. e Dore Schary per la Metro-Goldwyn-Mayer e girato a Tucson in Arizona e nei Metro-Goldwyn-Mayer Studios a Culver City im California.

## Distribuzione
Il film fu distribuito negli Stati Uniti dal 24 giugno 1953 al cinema dalla Metro-Goldwyn-Mayer.
Alcune delle uscite internazionali sono state:
- in Austria il 1954 (Arena)
- in Germania Ovest il 19 febbraio 1954 (Arena)
- in Danimarca il 22 febbraio 1954
- in Francia il 28 aprile 1954 (L'arène)
- in Finlandia il 2 luglio 1954 (Arenan sankarit)
- in Svezia il 30 luglio 1954 (Arena - lek med döden)

## Promozione
La tagline è: "FIRST FULL-LENGTH WESTERN in 3 DIMENSION!" (tagline presente sulla locandina in caratteri maiuscoli).